# Линдси, Даррел
Даррел Робинс Линдси (англ. Darrell Robins Lindsey, 30 декабря 1919 — 9 августа 1944) — пилот бомбардировщика Военно-воздушных сил Армии США во время Второй мировой войны, посмертно награждён медалью Почёта и «Пурпурным сердцем».

## Служба
В августе 1942 года окончил летную школу с присвоением звания второй лейтенант.
С сентября 1943 года в 585 бомбардировочной эскадрильи 394 бомбардировочной группы 9-й воздушной армии США, с декабря — капитан, командир бомбардировщика B-26.
11 марта 1944 года 394 бомбардировочная группа была направлена в Англию и приступила к бомбардировке мостов, аэродромов и железных дорог во Франции в ходе подготовки к операции «Оверлорд».
В День Д группа атаковала позиции немцев в Шербур-Октевиль, затем осуществляла поддержку войск союзников в Нормандии производя бомбардировки коммуникаций немцев.

## Подвиг
9 августа 1944 года капитан Линдси совершал свой 45-й боевой вылет, как ведущий группы из 30 бомбардировщиков B-26, с целью разрушения железнодорожного моста через Сену в округе Понтауз севернее Парижа. Мост оставался последним действующим мостом через Сену и был серьезно защищен немецкой ПВО.
Самолет Линдси был тяжело поврежден, правое крыло и двигатель охвачены огнём. Линдси удерживал самолет, позволив остальным членам экипажа парашютироваться, но сам не успел — произошёл взрыв топливного бака.
30 мая 1945 года капитан Линдси был награждён Медалью Почёта. Награда была вручена его жене — Эвелин Линдси 9 августа 1945 года.

## Память
В ноябре 1946 года в честь Линдси был назван военный городок при авиабазе ВВС США в Висбадене, Германия. На территории авиабазы установлен гранитный монумент. В 1993 году авиабаза была закрыта, монумент перенесен в город Джефферсон, штат Айова, в котором родился Даррел Линдси.

## Награды
Посмертно награждён:
- Медаль Почёта
- Медаль «Пурпурное сердце»